# Theodor Kittelsen
Theodor Severin Kittelsen (ur. 27 kwietnia 1857 w Kragerø, zm. 21 stycznia 1914 na wyspie Jeløya) – norweski rysownik i ilustrator, uwieczniający w swoich pracach przyrodę i wierzenia Norwegii.

## Życiorys
Jego ojciec, kupiec, zmarł gdy ten miał 11 lat, przez co Theodor dorastał w biedzie. W młodości Kittelsen chciał zostać malarzem. Malowania i rysunku uczył się w Kristianii (dawna nazwa Oslo), Paryżu i Monachium. Po powrocie ze studiów za granicą, w 1887, Kittelsen zamieszkał na Lofotach, w Skomvær z jego siostrą i szwagrem. Zainspirowany surowym krajobrazem Lofotów stworzył cykl rysunków poświęconych morzu i życiu rybaków (Fra Lofoten i Fra Lofoten II). Ożeniwszy się w 1889 z Ingą Dahl, osiadł na wyspie Skåtøy w pobliżu Kragerø, a następnie w Hvitsten. Poza przyrodą Kittelsena fascynował także świat wierzeń norweskich, zaludnionych przez trolle, huldry i inne stworzenia. Uwiecznił je m.in. w zbiorze Troldskab. Ilustrował baśnie ludowe zebrane przez Petera Christena Asbjørnsena i Jørgena Moe. Był autorem rysunków satyrycznych (Fra Livet i de smaa Forholde), stworzył cykl przedstawiający dżumę, która zdziesiątkowała ludność Norwegii w średniowieczu (Svartedauen). W 1893 roku miała miejsce pierwsza indywidualna wystawa artysty w galerii w Kristianii, później wystawiał także w Kopenhadze (1894) i w Kristianii (1895 i 1896). Po szczęśliwym okresie w życiu artysty w 1905 roku nastąpił kryzys - Kittelsen mocno podupadł na zdrowiu. Pięć lat później z powodów finansowych wraz z rodziną opuścił swój dom i zamieszkał w Vestre Aker niedaleko Kristianii a w 1912 osiadł na wyspie Jeløy, na której dwa lata później zmarł w wieku 57 lat. 

## Twórczość
Pomimo kilku prób malarskich, zdecydowaną większość jego dzieł stanowią rysunki. W swojej twórczości przedstawiał elementy symboliczne i romantyczne (np. seria Jomfruland z 1893 r.). Jego dzieła często przedstawiają lokalną naturę, nierzadko są ilustracją do opowieści, baśni, ludowej legendy czy wierzeń. Elementy magiczne czy mistyczne stosował jako uzupełnienie do realistycznego przedstawienia naturalnego otoczenia. Potrafił umiejętnie łączyć różne techniki twórcze, np. akwarelę, pióro, ołówek i kredkę.
Rysunki artysty były wielokrotnie wykorzystywane i zamieszczane w książeczkach dołączanych do płyt norweskiego projektu muzycznego Burzum i posłużyły jako ilustracje na okładki albumów Hvis Lyset Tar Oss, Filosofem oraz Thulêan Mysteries.

## Galeria

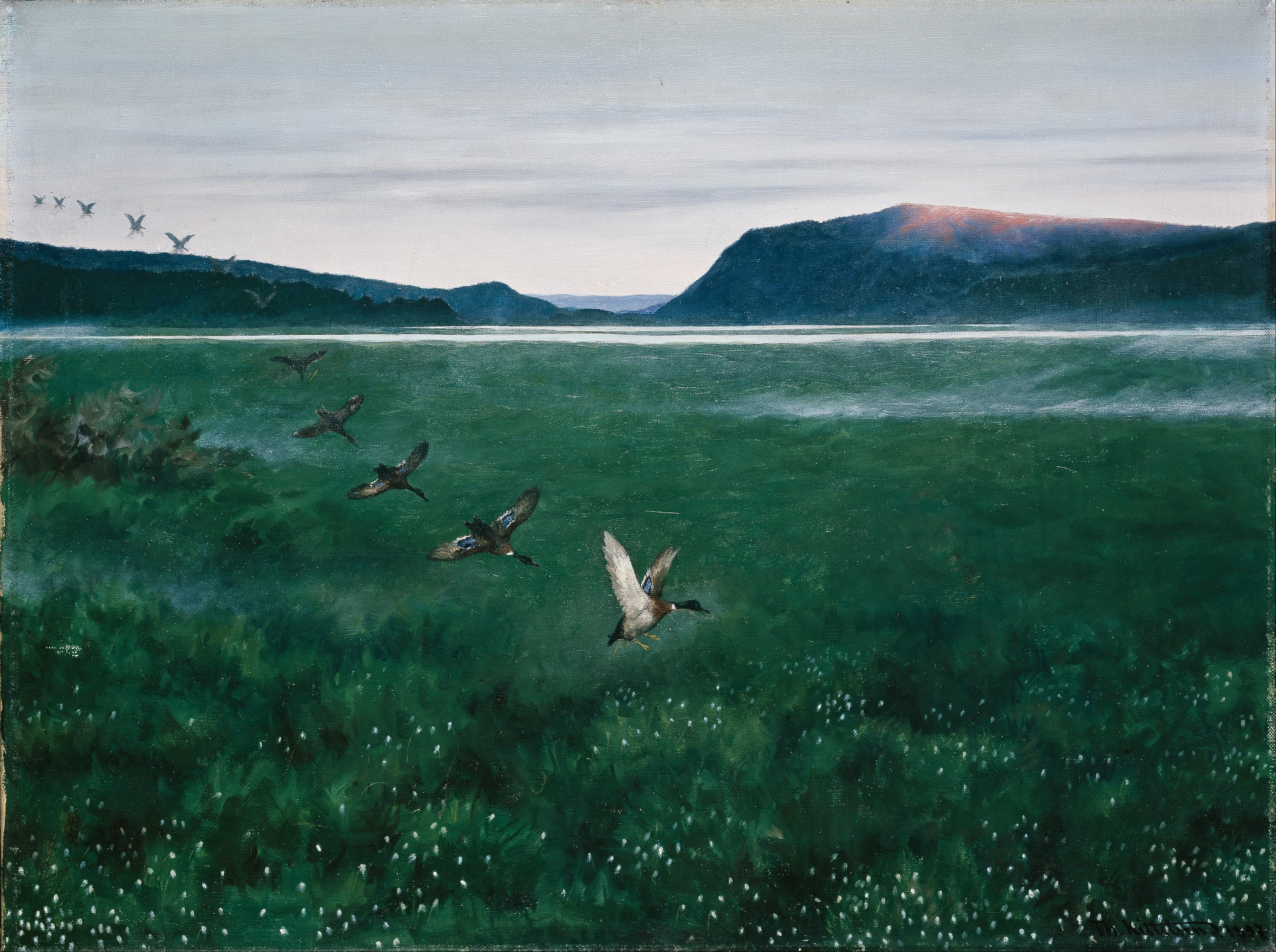
De tolv villendene (1897)
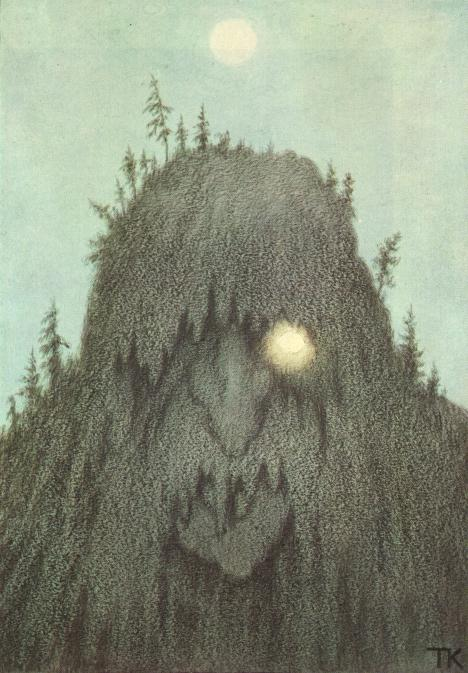
Skogtroll (1906)
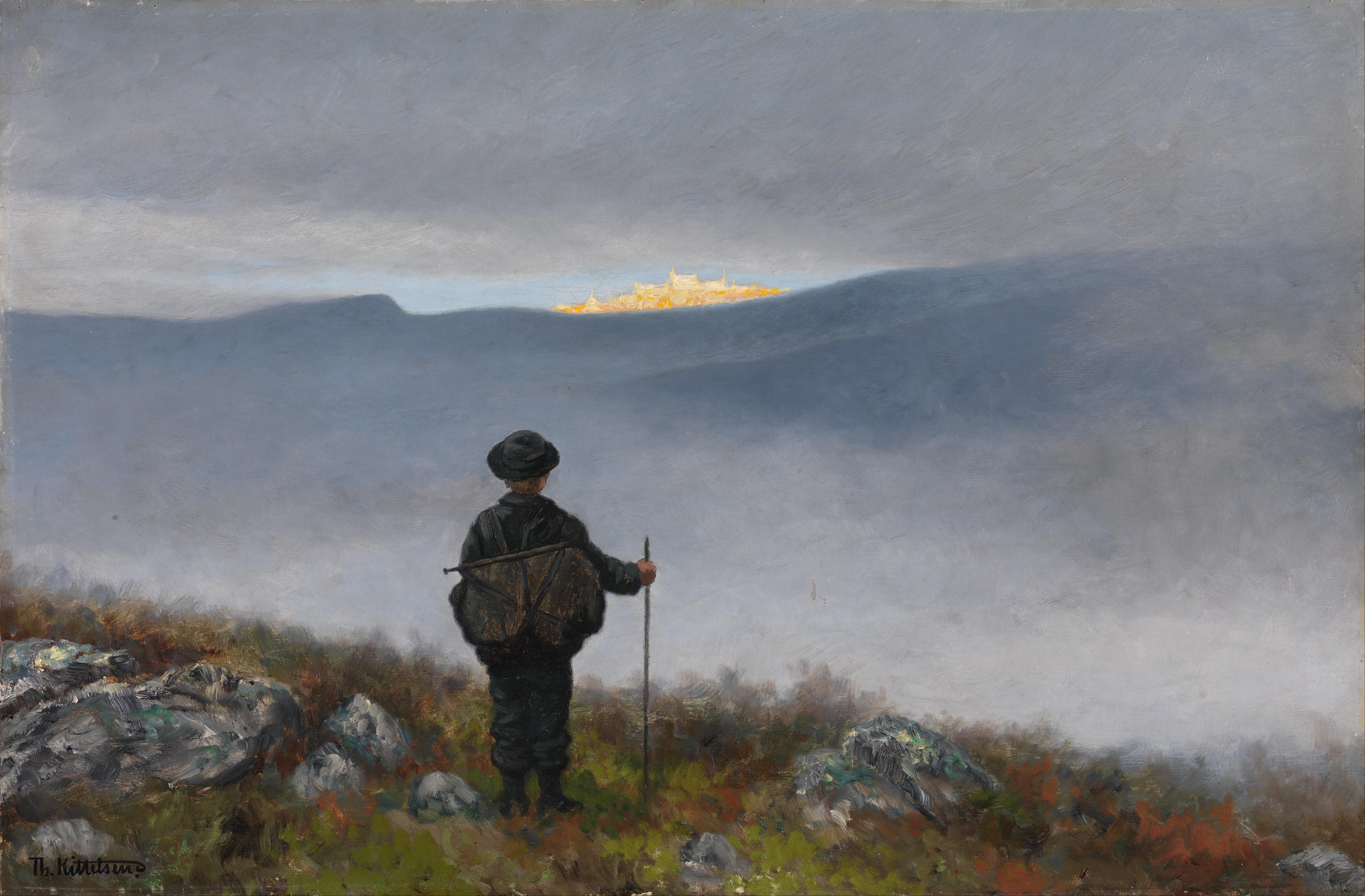
Soria Moria (1900)
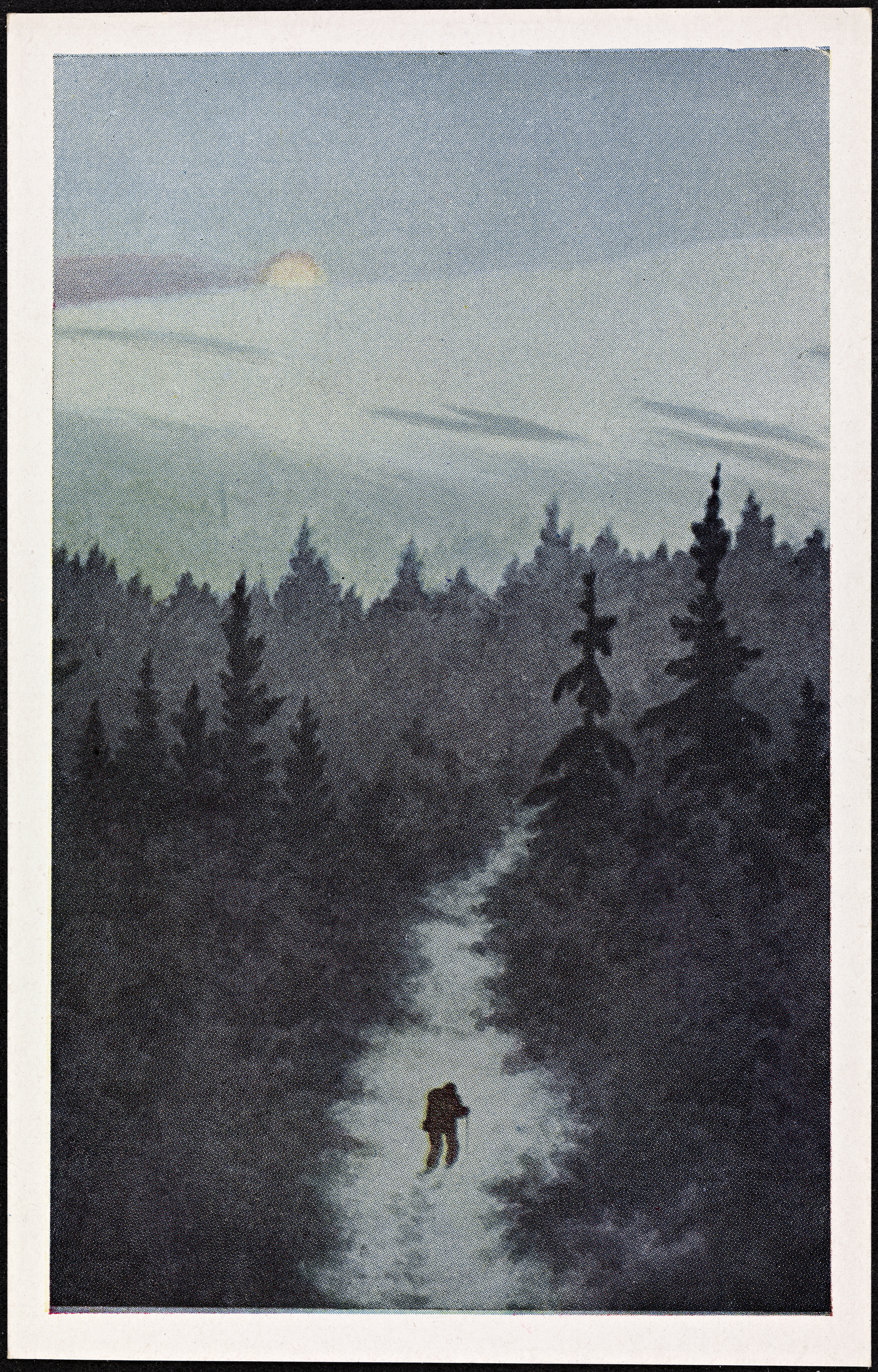
Pocztówka z pracą Kittelsena (ok. 1920)
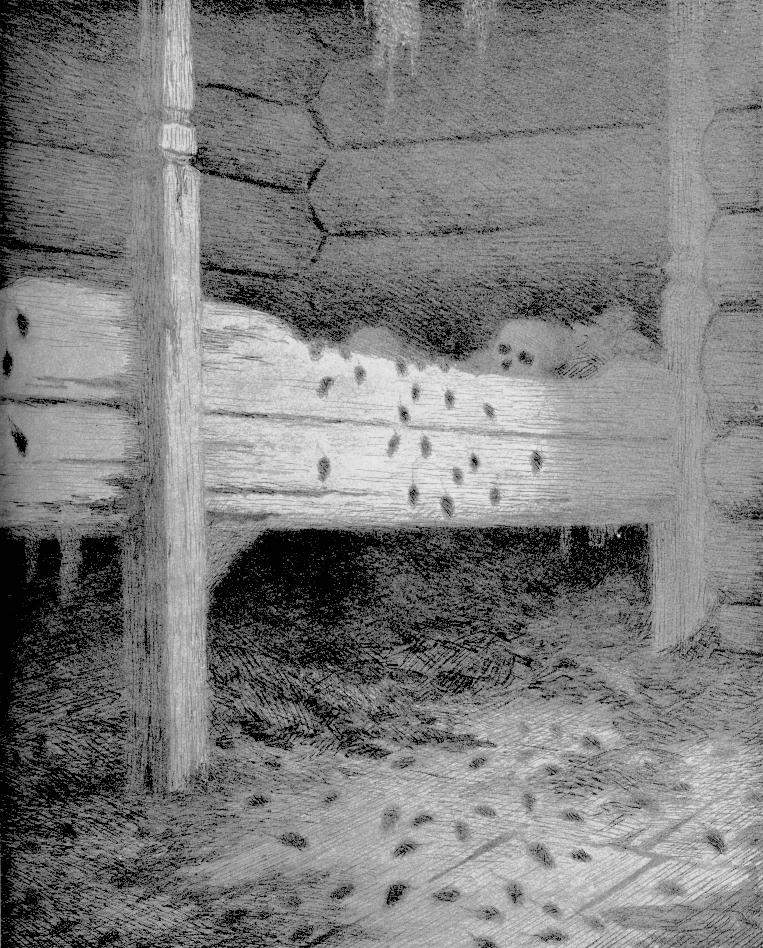
Musstad (1896)
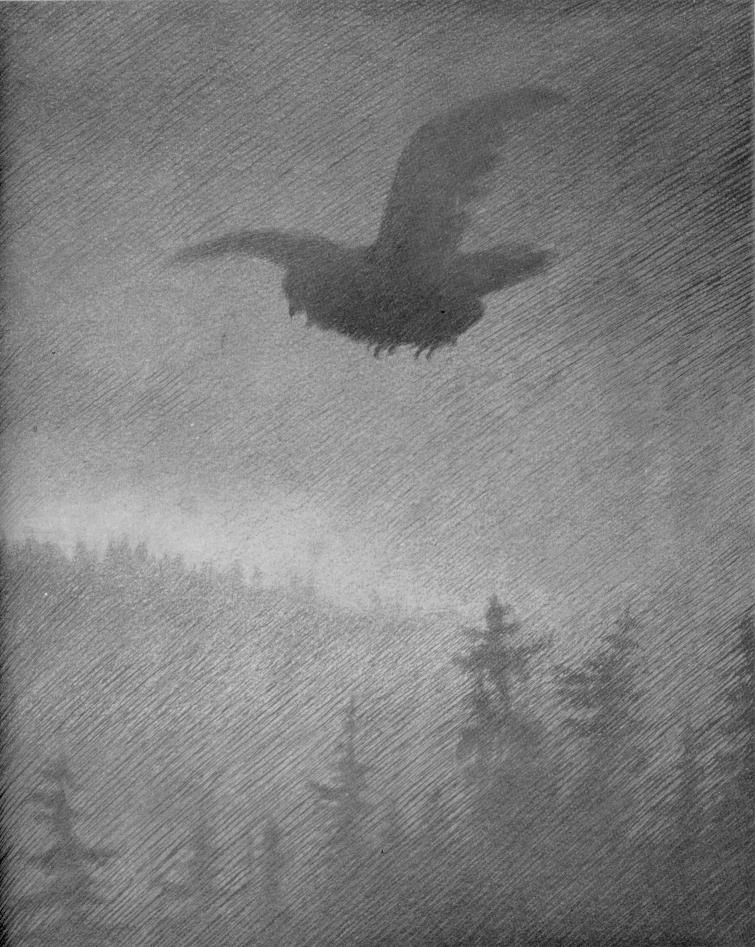
Pesta Kommer (1894)
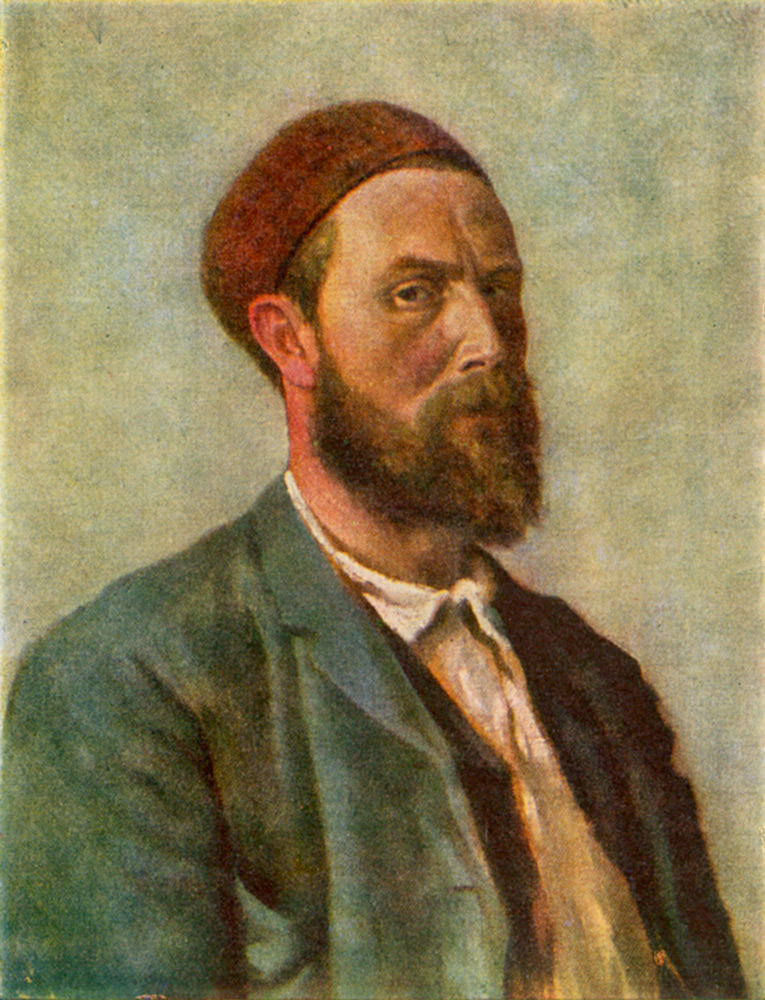
Autoportret artysty (1891)
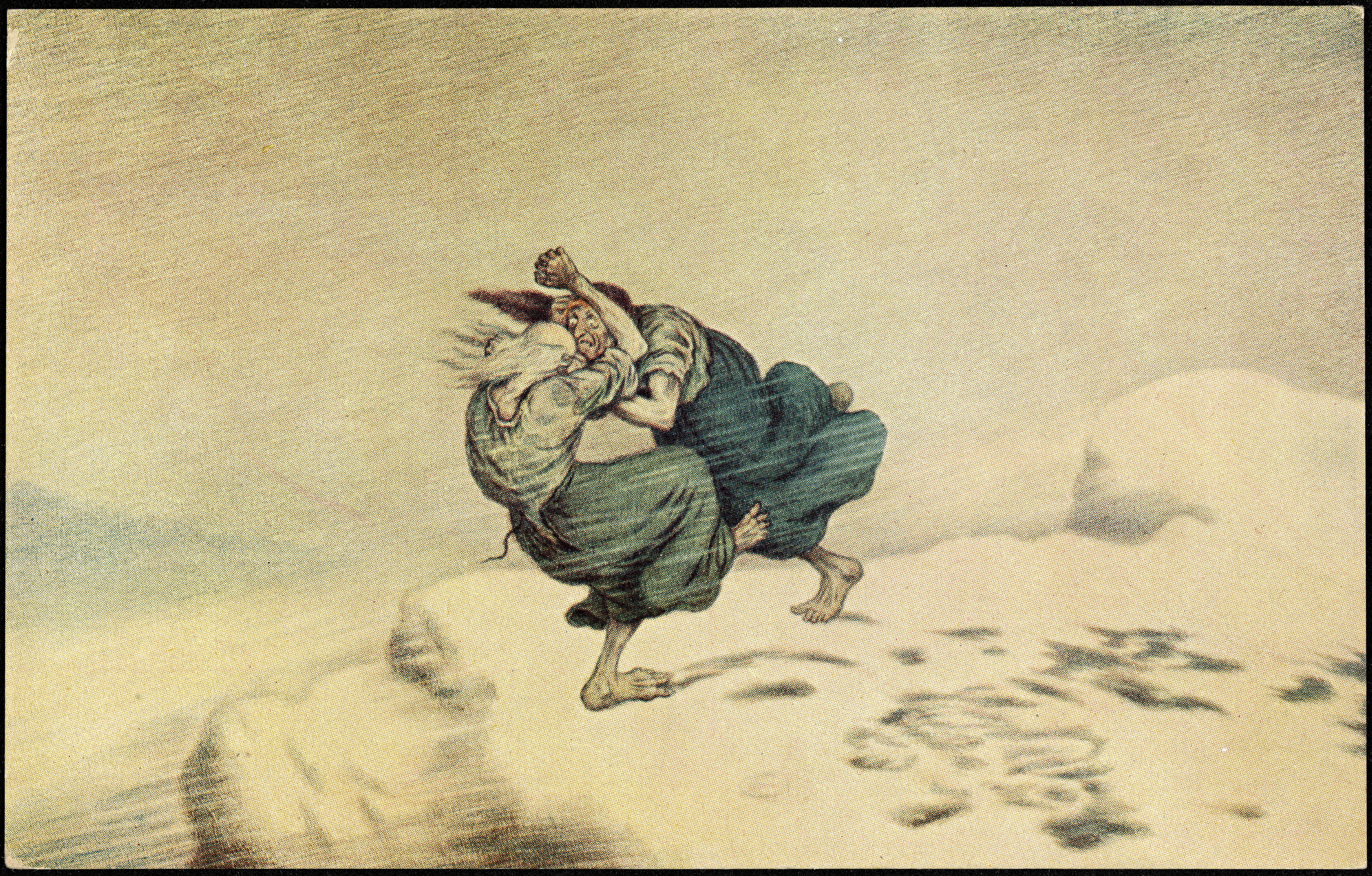
Troldkjærringer (1902)